# Otto Franz Gensichen

Otto Franz Gensichen

Otto Franz Gensichen (* 4. Februar 1847 in Driesen; † 23. August 1933 in Berlin) war ein deutscher Schriftsteller, Dramatiker und Publizist. Er benutzte das Pseudonym Otto Franz.

## Leben
Otto Franz Gensichen wurde am 4. Februar 1847 in Driesen in der Neumark als fünftes und letztes Kind des dortigen Pfarrers Hermann Gensichen und dessen  Ehefrau Minna, geborene Steinke, geboren. Bis zum Jahre 1490 lässt sich die Familie lückenlos in der Mark Brandenburg nachweisen. Die Stadt Müncheberg im Kreis Lebus ist die Heimat des Geschlechts, desser erster urkundlich beglaubigter Stammvater Andreas Gensichen in diesem Jahr in Müncheberg geboren wurde und sich dort mit Anna Möller vermählte.
Er war der Sohn eines evangelischen Pfarrers und besuchte nach Privatunterricht beim Vater seit 1859 das Gymnasium in Landsberg an der Warthe und seit 1864 das Friedrich-Wilhelms-Gymnasium in Berlin. Ab 1865 studierte er in Berlin zunächst Mathematik, dann Philosophie und Klassische Philologie und wurde 1869 mit der Arbeit De Niobidarum compositione zum Dr. phil. promoviert. Er arbeitete als Kritiker, Feuilletonist und politischer Schriftsteller für verschiedene Zeitungen. 
1874 wurde er artistischer Leiter und Dramaturg am Berliner Wallner-Theater. Diese Stellung gab er im Jahre 1878 auf und lebte fortan als freier Schriftsteller in Berlin. Als Herausgeber betreute er die gesammelten Werke von Nikolaus Lenau und Theodor Körner.
Otto Franz Gensichen starb 1933 im Alter von 86 Jahren und wurde auf dem Waldfriedhof Dahlem in Berlin beigesetzt. Das Grab ist nicht erhalten.

## Werke (Auswahl)
- Gedichte. Heimann, Berlin 1869. 3. Aufl. unter dem Titel Spielmannsweisen, Grosser, Berlin 1876. (Digitalisat)
- Der Messias. Eine Trilogie. Heimann, Berlin 1869. (Digitalisat)
- Vom deutschen Kaiser. Zwölf Lieder. Grosser, Berlin 1870. Vierte, um das Doppelte vermehrte Auflage. Grosser, Berlin 1871. (Digitalisat)
- Sechs Kriegslieder. Grosser, Berlin 1870. (Digitalisat)
- Berliner Hofschauspieler. Silhouetten. Grosser, Berlin 1872. (Digitalisat)
- Studienblätter. Cultur- u. literarhistorische Skizzen. Grosser, Berlin 1881.
- Felicia: Ein Minnesang. Grosser, Berlin 1882. (Digitalisat)
- Frauenlob. Grosser, Berlin 1885.
- Vier Erzählungen. Grosser, Berlin 1886.
- Der Mönch vom Sanct Bernhard. Eine Dichtung. Grosser, Berlin 1887. (Digitalisat)
- Immortellen. Grosser, Berlin 1888.
- Tamina. Eine Dichtung. Grosser, Berlin 1888.
- Der Madonna! Roman. 2 Bände. Grosser, Berlin 1889.
- Jungbrunnen. Gedichte. Paetel, Berlin 1889.
- Das Haideröslein von Sesenheim. Paetel, Berlin 1896. (Digitalisat)
- Pfarrhaussegen. Eine Dichtung. Duncker, Berlin 1896.
- Zu den Sternen! Roman. Paetel, Berlin 1897.
- Unter dem Zollernaar. Dichtungen. Duncker, Berlin 1899. (Digitalisat)
- Jungbrunnen. Schauspiel in vier Aufzügen. Reclam, Leipzig 1901.
- Blutschuld. Roman. Janke, Berlin 1905.
- Partnachröslein. Eine Künstlertragödie. 2 Erzählungen. Janke, Berlin 1906.
- Kulissenluft. Wallnertheater-Erinnerungen. Paetel, Berlin 1909.
- Zu den Sternen! Roman. Reclam, Leipzig 1910
- Bismarck. Kyffhäuser-Verlag, Berlin 1925